# 어방초등학교
어방초등학교(漁防初等學校, Gimhae Obang Elementary School)는 대한민국 경상남도 김해시 어방동에 위치한 초등학교이다.

## 학교 연혁
- 1996년 9월 1일 어방초등학교 개교(23학급편성), 초대교장 허근도 취임
- 1997년 3월 1일 어방초등학교 36학급 편성, 유치원 2학급 개원
- 1997년 5월 30일 천문대 개관
- 1998년 12월 23일 도지정 열린교육 시범학교 보고
- 1999년 2월 12일 교실11, 시청각실 신축공사 준공
- 1999년 11월 5일 도지정 진로교육 시범학교 보고, 교육방송 선도학교
- 2000년 9월 1일 2대 교장 조용덕 부임
- 2001년 3월 1일 도지정 영어교육 연구학교 운영, 도지정 사이버교육 선도 학교
- 2002년 2월 19일 별관 신축 완공 (일반교실 15실 외 7실)
- 2002년 3월 1일 3대 교장 우충호 부임
- 2004년 3월 1일 특수학급 신설
- 2005년 3월 1일 4대 교장 최영석 부임
- 2005년 3월 2일 어방초등학교 75(1)학급 편성
- 2005년 9월 1일 대곡초등학교 분리로 인해 59학급 편성
- 2006년 12월 18일 1교 1특색교육 우수학교 선정
- 2010년 3월 1일 제5대 이성태 교장 부임

- 2012년 2월 29일 제 15회 졸업식 (졸업생 272명, 누계 4,988명)
- 2013년 3월 1일 제6대 김효문 교장 부임
- 2014년 6월 24일 체육관 개관
- 2014년 9월 1일 유네스코 협동학교 등재
- 2015년 9월 1일 제7대 이재돈 교장 부임

## 학교 현황
- 학생수: 561명 (남 : 288명 여 : 270명) (2024년 4월 26일 기준)
- 교직원수: 62명 (남 : 14명 여 : 48명) (2024년 4월 26일 기준)
- 학급 수
  - 1학년: 4학급
  - 2학년: 3학급
  - 3학년: 4학급
  - 4학년: 4학급
  - 5학년: 4학급
  - 6학년: 5학급

## 교가

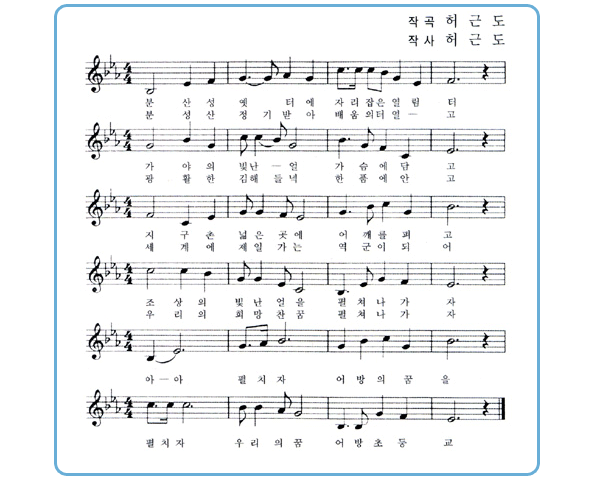